# Urania (incrociatore)
Lo Urania fu un incrociatore torpediniere della Regia Marina italiana, varato a Genova nel 1891; apparteneva alla classe Partenope, l'ultima di incrociatori torpediniere della Marina italiana di lì a poco rimpiazzati da unità siluranti di dimensioni più ridotte.
L'unità fu radiata dal servizio attivo nel 1912 e avviata alla demolizione.